# Camargo Guarnieri
Mozart Camargo Guarnieri (ur. 1 lutego 1907 w Tietê, zm. 13 stycznia 1993 w São Paulo) – brazylijski kompozytor i dyrygent.

## Życiorys
Jego ojciec był imigrantem z Włoch, matka natomiast Brazylijką. Uzdolnienia muzyczne przejawiał już jako dziecko i z tego powodu otrzymał drugie imię na cześć W.A Mozarta, choć w dorosłym życiu nie używał go. Podstawy edukacji muzycznej otrzymał w domu, od 1922 roku uczył się w São Paulo u Lamberto Baldiego i Mário de Andrade. Od 1927 roku prowadził klasę fortepianu w konserwatorium w São Paulo, dyrygował też zespołem Coral Paulistano. W 1938 roku otrzymał rządowe stypendium i wyjechał do Paryża, gdzie studiował u Charles’a Koechlina i François Ruhlmanna. Konsultował się też z Nadią Boulanger. Po wybuchu w 1939 roku II wojny światowej wrócił do Brazylii i skupił się na komponowaniu. Był współzałożycielem (1945) i honorowym przewodniczącym Academia Brasileira de Música. W 1960 roku otrzymał posadę dyrektora konserwatorium w São Paulo. Od 1964 roku wykładał także w konserwatorium w Santos. Wielokrotnie gościł w Stanach Zjednoczonych, gdzie wiele jego dzieł miało swoje prawykonania oraz zdobywało liczne nagrody.
W swojej twórczości podejmował tematykę narodową.

## Wybrane kompozycje
(na podstawie materiałów źródłowych)

### Utwory orkiestrowe
- Suite Infantil (1929)
- Chôro curuçá (1930)
- 5 koncertów fortepianowych (I 1931, II 1946, III 1964, IV 1968, V 1970)
- Toada á moda paulista na orkiestrę kameralną (1935)
- Flor do Tremembé na 15 instrumentów i perkusję (1937)
- 2 koncerty skrzypcowe (I 1940, II 1953)
- Encantamento (1941)
- Abertura concertante (1942)
- 7 symfonii (I 1944, II 1944, III 1954, IV Brasilia 1963, V 1977, VI 1981, VII 1985)
- Prólogo e Fuga (1947)
- Suite Brasiliana (1950)
- Chôro na skrzypce i orkiestrę (1952)
- Chôro na klarnet i orkiestrę (1956)
- Chôro na fortepian i orkiestrę (1956)
- Chôro na wiolonczelę i orkiestrę (1961)
- Chôro na flet i orkiestrę (1974)
- Chôro na altówkę i orkiestrę (1975)
- Variações sobre a Tema de Nordeste na fortepian i orkiestrę (1953)
- Suite IV Centenário (1954)
- Suite Vila Rica (1957)
- Concertino na fortepian i orkiestrę (1961)
- Seresta na fortepian i orkiestrę kameralną (1965)
- Homenagem á Villa-Lobos na orkiestrę dętą (1966)
- Sequência, coral e ricercare na orkiestrę kameralną (1966)
- Abertura Festiva (1971)
- Soratí na fortepian i orkiestrę (1987)
- Sonatina na skrzypce i orkiestrę kameralną (1988)

### Utwory kameralne
- 7 sonat skrzypcowych (I 1930, II 1933, III 1950, IV 1956, V 1959, VI 1963, VII 1978)
- 3 kwartety smyczkowe (I 1932, II 1944, III 1962)
- 3 sonaty wiolonczelowe (I 1939, II 1955, III 1977)
- Kwintet na instrumenty dęte (1933)
- Sonata altówkowa (1950)
- Trio na fortepian, skrzypce i wiolonczelę (1989)

### Utwory fortepianowe
- 6 sonatin (I 1928, II 1934, III 1937, IV 1938, V 1962, VI 1965)
- cykl Ponteios (5 zeszytów, 1931–1959)

### Kantaty
- Séca na głos solo, chór i orkiestrę (1957)
- Guaná-bará na baryton, recytatora, chór i orkiestrę (1965)
- O caso do vestido na mezzosopran i orkiestrę (1970)

### Opery
- Pedro Malazarte (1931, wyst. Rio de Janeiro 1952)
- O Homen Só (1960, wyst. Rio de Janeiro 1962)